# John Hart (écrivain)
Pour les articles homonymes, voir Hart et John Hart.
Œuvres principales
- La Rivière rouge
- L'Enfant perdu

John Hart, né le 2 octobre 1965 à Durham en Caroline du Nord, est un écrivain américain, auteur de roman policier.

## Biographie
Il est le fils d'un chirurgien et d'une enseignante de français qui abandonne son emploi pour élever ses enfants. Peu après sa naissance, la famille de John Hart s'installe dans une ferme du comté de Rowan, dont le futur auteur s'inspire pour inventer le comté fictif de Raven où se situe l'action de la plupart de ses romans. Il fait des études en littérature française au Davidson College, établissement d'enseignement sis au nord de la ville de Charlotte. Il exerce ensuite divers petits métiers, dont pilote d'hélicoptère en Alaska, avant de se consacrer à l'écriture.
Il débute comme romancier en 2006 avec The King of Lies, roman finaliste de nombreux prix littéraires aux États-Unis. Il remporte avec ses deux romans suivants, Down River et The Last Child, le Prix Edgar-Allan-Poe du meilleur roman en 2008 et 2010. 

## Œuvres

### Romans
- Le Roi des mensonges, Jean-Claude Lattès, 2008 ((en) The King of Lies, 2006)Réédition, Le Livre de poche no 31342, 2009
- La Rivière rouge, Jean-Claude Lattès, 2009 ((en) Down River, 2007)Réédition, Le Livre de poche no 31810, 2010
- L'Enfant perdu, Jean-Claude Lattès, 2010 ((en) The Last Child, 2009)Réédition, Le Livre de poche no 32329, 2011
- La Maison de fer, Jean-Claude Lattès, 2013 ((en) Iron House, 2011)Réédition, Le Livre de poche no 33808, 2015
- Redemption Road, Jean-Claude Lattès, 2017 ((en) Redemption Road, 2016)
- The Hush (2018)
- The Unwilling (2021)

## Prix et nominations

### Prix
- Prix Edgar-Allan-Poe 2008 du meilleur roman pour La Rivière rouge (Down River)[1]
- Prix CWA Ian Fleming Steel Dagger 2009 pour L'Enfant perdu (The Last Child)[2]
- Prix Edgar-Allan-Poe du meilleur roman en 2010 pour L'Enfant perdu (The Last Child)[1]
- Prix Barry du meilleur roman 2010 pour L'Enfant perdu (The Last Child)[3]

### Nominations
- Prix Edgar-Allan-Poe 2007 du meilleur premier roman pour Le Roi des mensonges (The King of Lies)[1]
- Prix Macavity 2007 du meilleur premier roman pour Le Roi des mensonges (The King of Lies)[4]
- Prix Anthony 2007 du meilleur premier roman pour Le Roi des mensonges (The King of Lies)[5]
- Prix Barry 2007 du meilleur premier roman pour Le Roi des mensonges (The King of Lies)[3]
- Prix Barry 2008 du meilleur roman pour La Rivière rouge (Down River)[3]
- Prix Anthony 2010 du meilleur roman pour L'Enfant perdu (The Last Child)[5]
- Prix Barry 2012 du meilleur roman pour La Maison de fer (Iron House)[3]
- Steel Dagger Award 2017 pour Redemption Road (Redemption Road)[2]
- Gold Dagger Award 2022 pour The Unwilling[2]